# Secador de mãos

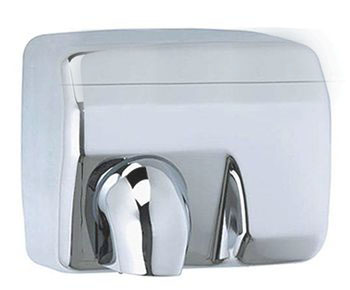
Secador de mãos clássico.

O secador de mãos (ou simplesmente secador) é um dispositivo elétrico que se encontra frequentemente em banheiros de uso comum, como aeroportos, shopping centers, universidades, escritórios, etc. Apesar de todos parecerem iguais, são dotados de diferenças marcantes, quanto à eficiência, higiene e consumo. Os modelos mais antigos iniciam seu funcionamento ao pressionar um botão de ativação, enquanto os mais recentes possuem um sensor infravermelho de movimento que ativa o secador mediante a presença das mãos. Rotineiramente, em shoppings, teatros, e outros estabelecimentos abertos ao público há um grande número de usuários que utilizam seus banheiros. Isso levanta uma questão quanto à forma com que esses usuários secam suas mãos. Em grande parte desses estabelecimentos encontram-se secadores elétricos e em outros apenas o papel toalha. 

## Funcionamento
Os secadores de mãos diferem bastante de um para o outro, apesar de parecerem semelhantes. Alguns geram o ar por meio de uma ventoinha, outros por meio de um secador de cabelos, enquanto outros usam um singelo motor. Os modelos profissionais utilizam uma turbina. Para aquecimento do ar, é feito o uso de uma resistência elétrica. Esta resistência é formada por um fio de liga de níquel e crômio enrolado em forma de espiral, que se aquece e gera calor.

## Higiene

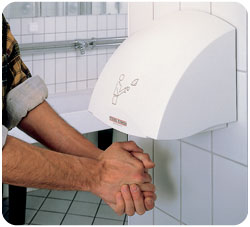
Secador de mãos banho público.

Até a data, ainda há bastante divergências quanto o grau de higiene na disputa secador de mãos vs papel-toalha. Alguns acreditam que o método de secagem não contribui de fato para o aumento de bactérias nas mãos, enquanto dizem que o papel-toalha por estar o tempo inteiro no ambiente do sanitário está recebendo todas as bactérias do ambiente. Mas de fato, a utilização do Filtro HEPA nos secadores de mãos pode reduzir em torno de 97% a incidência de bactérias no ar. Há ainda de se considerar que muitos dos estudos presentes são oriundos das indústrias de papel, deixando assim a imparcialidade de lado, face à proteção de sua sobrevivência no mercado.
Pesquisadores conduziram provas para estabelecer se havia algum potencial de contaminação cruzada no uso dos diferentes métodos de secagem. Encontrou-se que:
- O uso de um secador de mãos com filtro HEPA não apresentou potencial de contaminação cruzada;
- O secador de mãos do tipo U, era capaz de transportar microorganismos das mãos do usuário para o aparelho, posto que nesses modelos há a presença de contato físico com o aparelho;
- As toalhas de papel eram capazes de transportar microorganismos para as mãos do usuário por contaminação cruzada, posto que absorvem microorganismos do ambiente.

O que deve ser analisado é o custo médio que corresponde ao uso tanto de um quanto do outro, levando em conta quantas folhas de papel toalha cada usuário utiliza para secar as mãos e quanto tempo o secador deve ficar ligado para que o usuário consiga secar suas mãos. Um outro ponto a ser observado é o desperdício. Este é maior com o papel toalha do que com o secador elétrico, pois normalmente os usuários utilizam mais folhas de papel do que o necessário, e acabam jogando fora folhas secas, enquanto que no secador os usuários raramente ficam mais tempo do que o necessário para secar suas mãos. Além disso, o secador seca as mãos dos usuários sem contato, o que o torna muito mais higiênico do que a secagem com papel toalha, o qual pode conter fungos e bactérias. 
Em 2005, num estudo conduzido por TÜV Produkt und Umwelt, avaliaram-se diferentes métodos de secagem de mãos. Observaram-se as seguintes mudanças na contagem de bactérias depois da secagem das mãos:
| Método de secado   | Efeito na contagem bacteriana |
| ------------------ | ----------------------------- |
| Papel Toalha       | 24%                           |
| Secador Sem Filtro | 117%                          |
| Secador Com Filtro | 21%                           |

## Receptividade
Pesquisas conduzidas em 2008 indicou que os consumidores europeus preferem as toalhas de papel por sobre os secadores de mãos. 63% dos que responderam, escolheram às toalhas de papel como seu método preferido de secar as mãos, enquanto só o 28% elegeu o secador de mãos. Quando perguntados sobre o meio ambiente, 93% escolheram o secador de mãos, contra 7% do papel. Quando a mesma pesquisa foi realizada para gerentes financeiros, 91% considerou importante a substituição do papel pelo secador. Quanto à rapidez da secagem, as toalhas de papel obtiveram 56%, enquanto 44% dos entrevistados disseram que o tempo de secagem depende de outros fatores. Tomando em conta a higiene proposta pelos diferentes métodos para secador de mãos em banhos públicos, os interrogados ficaram em dúvida (52% vs 48%). O estudo não considerou a modernização ocorrida na indústria de secadores de mãos, que desenvolveu modelos modernos e de alta velocidade em secagem.

## Evolução

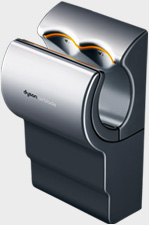
Secador de mãos em U.

O primeiro secador de mãos foi patenteado em 1921 por R.B. Hibbard, D. J. Watrous e J.G. Bassett para a Airdry Corporation de Groton New York. Esta máquina era vendida como uma unidade para ser embutida na parede, a qual consistia de um soprador invertido controlado por um pedal. Conhecidas como Airdry The Electric Towel, estas unidades eram utilizados em banheiros e fábricas. Airdry Corporation deslocou-se a Chicago e San Francisco em 1924 para centralizar sua distribuição.
Posteriormente, o secador de mãos foi popularizado em 1948 por George Clemens. Em 1993, Mitsubishi Electric introduziu um novo tipo de secador de mãos em U que emitia sopros de água a ambos lados das mãos, empurrando a água fora das mãos em vez de evaporá-la. No Brasil, ainda é muito incipiente o uso de secadores de mãos, dada a baixa eficiência dos modelos comercializados. Até o momento, há apenas uma empresa que comercializa os modelos de Alta Velocidade, 

## Custos e Preço
Os secadores de mãos têm sido amplamente adotados pelas empresas devido ao alto custo e desperdício causado pelo do papel toalha. Segundo os fabricantes, os secadores de mãos podem reduzir os custos em até 95%, desde que sejam realmente eficientes na secagem das mãos. Por exemplo, uma empresa que gasta R$60.000,00 anualmente na compra de papel-toalha, com um secador de mãos eficiente gastaria apenas R$3.000,00 (isso variará de acordo ao custo das toalhas de papel e da eletricidade). Os secadores de mão requerem pouca ou nenhuma manutenção quando comparados com as toalhas de papel, as quais devem ser abastecidas continuamente.
Um benefício acrescentado é a eliminação da despesa de papel. Os secadores de mãos representam um investimento inicial maior que a papeleira mas o custo mensal é muito menor. Recomenda-se que as empresas façam uma análise de custos para determinar o quão rápido será o retorno do investimento. 
Os custos dos secadores de mãos sempre são relativos ao preço do KW/h. No Brasil, normalmente vai de R$0,30 à R$0,49 o preço do KWh. A melhor maneira de comparar os custos de forma correta é fazendo o uso de uma calculadora de economia apropriada para isso.
Os preços de secadores no Brasil e no mundo variam muito. Na Argentina, um secador de mãos de boa tecnologia pode chegar a custar $26.000,00 ARS, segundo o catálogo de uma empresa nacional em 2018. No Brasil os preços variam bastante, dada a grande quantidade de equipamentos ineficientes disponíveis para a venda, que acabam confundindo o consumidor.

## Meio ambiente
Devido à redução de produção de lixo e do desmatamento, os secadores de mãos são melhores para o meio ambiente. Um estudo mostra que a maioria do impacto no meio ambiente causado por um secador de mãos ocorre durante sua fabricação, enquanto o impacto  ambiental das toalhas de papel ocorre durante todo o ciclo da cadeia, desde o desmatamento, durante as etapas de manufatura, até o descarte e a decomposição.
Estima-se que no período de transição do papel para os secadores, os secadores de mão economizam 80% dos custos energia que as toalhas de papel, e dentro dos próximos meses, a despesa relativa às toalhas de papel diminui em 95%. Um estudo feito após a instalação de 302 secadores de mãos em escolas públicas da cidade de Topeka, Kansas, concluiu que 176 árvores foram poupadas. Já outro estudo de World Dryer, após a instalação de 153 secadores de mãos na capital do estado de Iowa, mostrou uma poupança anual de 10,5 toneladas de dejetos sólidos.